# Nicolas Roland
Nicolas Roland (Reims, 8 dicembre 1642 – Reims, 27 aprile 1678) è stato un presbitero francese, fondatore delle Suore del Santo Bambino Gesù.
È stato beatificato da papa Giovanni Paolo II nel 1994.

## Biografia
Fu allievo dei gesuiti e, dopo qualche esperienza di vita mondana, decise di abbracciare lo stato ecclesiastico e si trasferì a Parigi per completarvi la sua formazione. Conseguì il dottorato in teologia.
A Parigi fu in contatto con l'Associazione degli Amici e i fondatori della società per le missioni estere; frequentò i seminari "Bon Enfants", dei lazzaristi, di San Sulpizio e Saint-Nicolas-du-Chardonnet.
Tornò a Reims dove, nel 1665, fu nominato canonico teologo della cattedrale; in seguito fu ordinato prete.
Si trasferì quindi a Parigi e nel 1670 si stabilì a Rouen, dove conobbe il frate minimo Nicolas Barré, fondatore delle Suore del Bambino Gesù. Portò con sé a Reims due suore per servire nell'orfanotrofio di cui aveva assunto la direzione e il 27 dicembre 1670 diede inizio a una nuova congregazione.
La congregazione fu intitolata al Bambino Gesù a causa della particolare devozione di Roland per il divino infante attinta dal Carmelo di Beaune, dove si era recato in pellegrinaggio e aveva ottenuto in dono una statua del Petit Roi de Grâce.
Fu direttore spirituale di Giovanni Battista de La Salle, a cui trasmise la passione per le scuole cristiane e al quale affidò per testamento la direzione delle sue suore.
Roland morì precocemente a trentasei anni.

## Il culto
Il corpo di Roland è sepolto nella cripta della cappella della casa-madre delle suore del Bambino Gesù a Reims. La fase diocesana del processo di beatificazione si è svolta tra il 1942 e il 1980.
Papa Giovanni Paolo II lo ha proclamato beato il 16 ottobre 1994.
Il suo elogio si legge nel martirologio romano al 27 aprile.